# Esteve Terrús

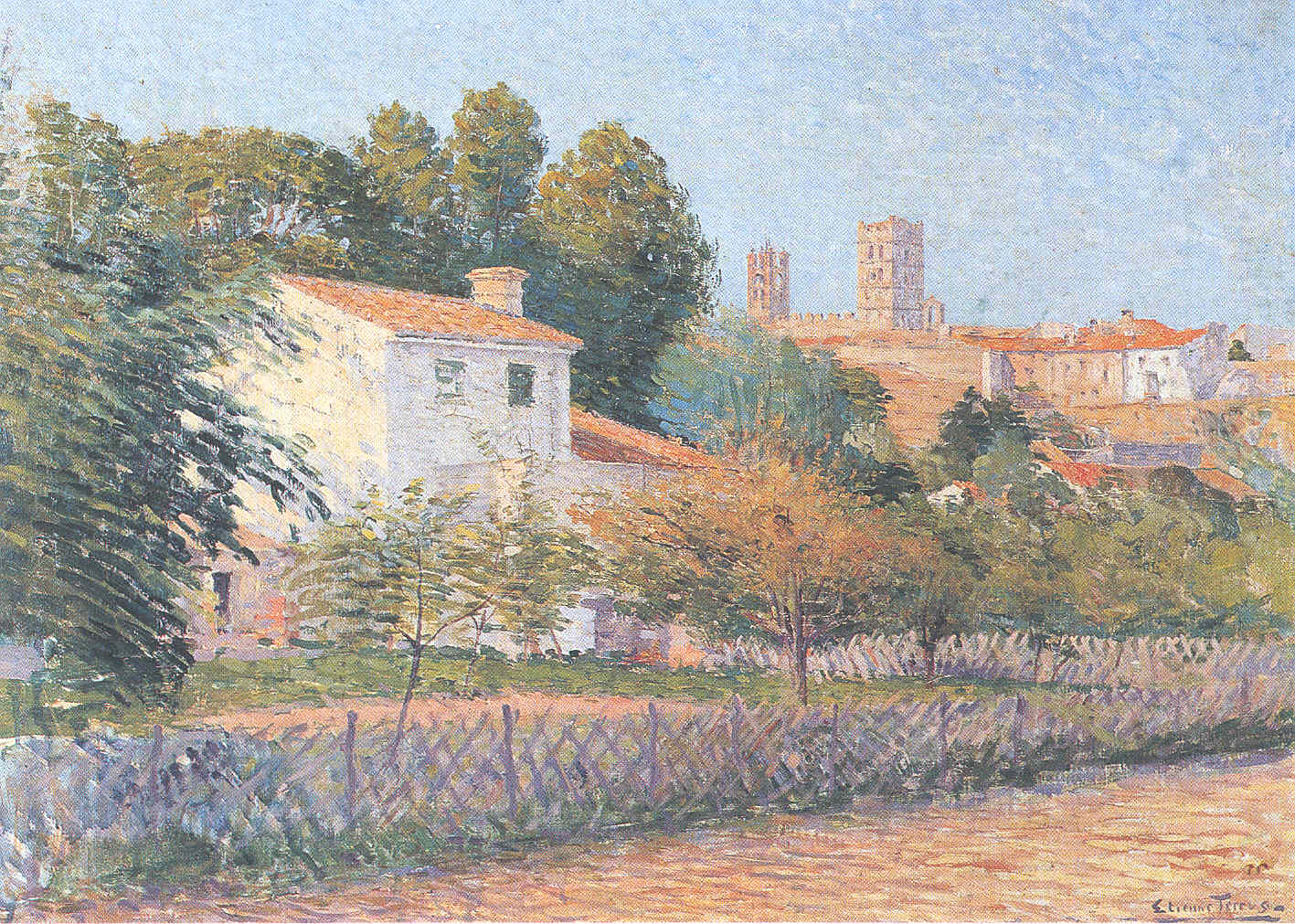
Vista d'Elna (pintada al voltant del 1900)

Esteve Terrús (Elna, setembre de 1857 - Elna, juny de 1922) va ser un pintor nord-català que va destacar en l'aquarel·la i el paisatgisme. Juntament amb molts altres artistes de la Catalunya del Nord fou un impulsor dels moviments artístics del país.

## Biografia
Esteve Terrús nasqué el 1857 al si d'una família benestant d'Elna. El 1874, amb el vistiplau dels seus pares decidí d'instal·lar-se a París per a començar la seua trajectòria artística sota l'ensenyament del pintor montpellerenc Alexandre Cabanèl. Obtingué així el gran premi de Roma. Fou amic de molts pintors de la seua època entre els quals destaquen Matisse, Derain, Marquet, Camoin i Luce que rebé sovint al seu taller d'Elna i a Cotlliure. La seva tècnica predilecta era l'aquarel·la, que dominava magistralment, però per mor del seu caràcter introvertit no tingué cap lligam amb una escola ni moviment artístic, tot i que es nota a la seua obra la influència del fauvisme. Es considera que fou un deixeble de Paul Signac. Amb alguns companys artistes nord-catalans com Maillol, Gustau Violet, Lluís Bausil, Emile Gaudissard i Georges Daniel de Monfreid formaren el primer grup artístic del Rosselló.
A tall d'homenatge es donà el seu nom a una plaça a Perpinyà i a la seua ciutat nadiua es pot veure el seu bust, fet per Maillol, davant la catedral. L'any 1994 es creà el museu Terrús a aquesta mateixa ciutat. L'any 2018, després d'una operació de reforma, es va revelar que 82 de les 140 obres del pintor que es preservaven a aquest museu eren falses i foren retirades.